# ژیمناستیک در المپیک تابستانی ۱۹۰۰
ژیمناستیک در بازی‌های المپیک تابستانی ۱۹۰۰ نام رویداد ورزش ژیمناستیک در بازی‌های المپیک تابستانی بود که در سال ۱۹۰۰ برگزار شد.

## جدول مدال‌ها
| رتبه | کشور   | طلا | نقره | برنز | مجموع |
| ۱    | فرانسه | ۱   | ۱    | ۱    | ۳     |

## نتایج
| بازی‌ها     | طلا                     | نقره             | برنز                  |
| تمام اسباب | گوستاو ساندراس · فرانسه | نوئل با · فرانسه | لوسیان دمانه · فرانسه |

## کشورهای شرکت کننده
در این مسابقات ۱۳۵ ورزشکار از ۸ کشور به رقابت با یک دیگر پرداختند.
- بلژیک (۲)
- بوهم (۱)
- فرانسه (۱۰۸)
- آلمان (۱۴)
- بریتانیای کبیر (۴)
- مجارستان (۲)
- ایتالیا (۱)
- سوئیس (۳)